# ليزا ماير
ليزا ماير (بالألمانية: Lisa Mayer)‏ (و. 1954  م) هي شاعرة، ومؤلفة، وكاتِبة نمساوية.